# The Getaway (álbum de Chris de Burgh)
The Getaway es el sexto álbum de estudio de Chris de Burgh. Fue producido
por Rupert Hine y publicado por A&M Records en 1982.
En este álbum, Chris de Burgh apuesta a un estilo Pop Rock y de baladas. El resultado es Don´t Pay The Ferryman,
una historia sobrenatural que incluye un fragmento de The Tempest (La Tempestad), por William Shakespeare, y su primer éxito comercial, además de otros singles, como Ship to Shore, y las baladas Borderline (que tendría su continuación en Say Goodbye to It All, incluida en Into The Light, en 1986), y Where Peaceful Waters Flow, la cual cuenta con un estilo gospel.
El ingeniero de grabación fue Stephen W. Tayler en los estudios "Farmyard", en Little Chalfont, Inglaterra. La dirección
de arte y fotografía fueron de Michael Ross, la ilustración fue realizada por Syd Brak y las fotografías internas fueron tomadas
por Fin Costello.
Dicho álbum contó, además de Rupert Hine, con músicos invitados como Phil Palmer (quien participó en álbumes de Dire Straits y Eric Clapton, entre otros), Tim Wynveen y Miriam Stockley (quien colaboró con Mike Oldfield en The Millennium Bell).
También participó Diane Davison, esposa de Chris de Burgh, en coros.
The Getaway llegó al puesto 43 en la lista de los 200 mejores álbumes según Billboard
en los Estados Unidos en 1983.

## Canciones
1. Don´t Pay The Ferryman (Chris de Burgh) - 3:48
2. Living on The Island (Chris de Burgh) - 3:31
3. Crying and Laughing (Chris de Burgh) - 4:33
4. I´m Counting on You (Chris de Burgh) - 4:27
5. The Getaway (Chris de Burgh) - 3:52
6. Ship to Shore (Chris de Burgh) - 3:49
7. All The Love I Have Inside (Chris de Burgh) - 3:18
8. Borderline (Chris de Burgh) - 4:37
9. Where Peaceful Waters Flow (Chris de Burgh) - 3:54
10. The Revolution (Chris de Burgh) - 1:46
11. Light A Fire (Chris de Burgh) - 2:08
12. Liberty (Chris de Burgh) - 5:02

## Personal
- Chris de Burgh = Guitarras de seis y doce cuerdas, voz líder y coros. Piano (en Borderline).
- Rupert Hine = Sintetizadores, percusión, coros, programación, arreglos orquestales y producción.
- John Giblin = Bajo y bajo fretless.
- Steve Negus = Batería.
- Phil Palmer = Guitarras eléctricas y guitarras acústicas.
- Tim Wynveen = Guitarras eléctricas, guitarras acústicas y coros.
- Anthony Thistlethwaite = Saxofones.
- Stephen W. Tayler = Sesión de vientos y saxofones. Ingeniero de grabación.
- Nigel Warren-Green = Violoncelo (en I´m Counting on You).
- Anthony Head = Voces adicionales.
- Sue Wilkinson = Voces adicionales.
- Diane Davison = Voces adicionales.
- Miriam Stockley = Voces adicionales.